# وزارة التعليم والعلوم (أوكرانيا)

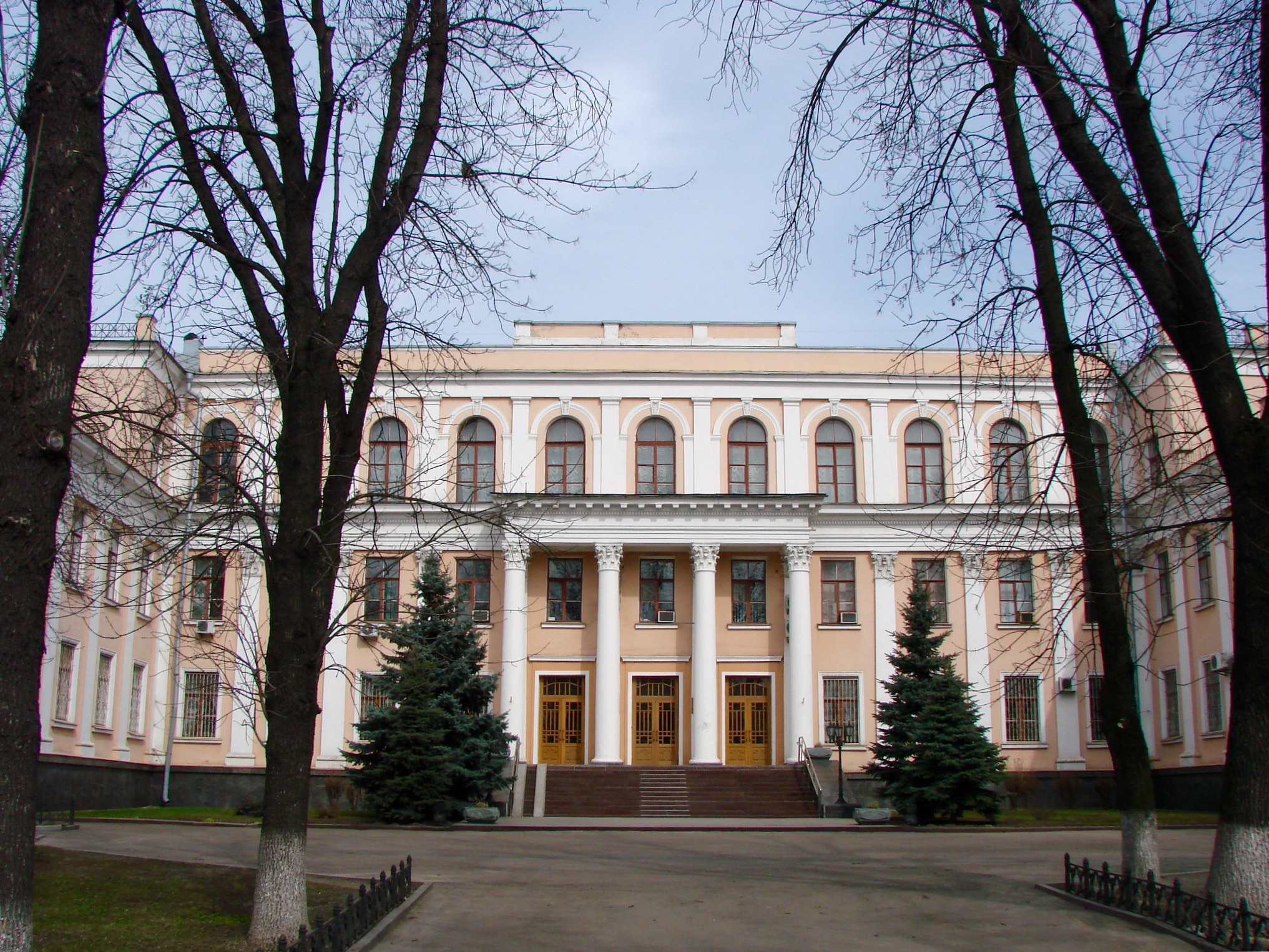
مقر الوزارة في كييف

وزارة التعليم والعلوم في أوكرانيا (بالأوكرانية: Міністерство освіти і науки України)‏ هي وزارة رئيسية في نظام الهيئات المركزية للحكومة الأوكرانية.

## أنظر أيضا
- مجلس وزراء أوكرانيا
- الأكاديمية الوطنية للعلوم في أوكرانيا

## وصلات خارجية
- الموقع الرسمي لوزارة التعليم باللغة الأوكرانية
- الموقع الرسمي. اتصل بنا. دليل الهاتف والعنوان. باللغة الأوكرانية
- الدراسة في أوكرانيا للطلاب الدوليين باللغة الإنجليزية